# Escrotoplastia

Sistema reproductor masculino humano

La escrotoplastia, también llamada osqueoplastia, es un procedimiento quirúrgico diseñado para crear o reparar el escroto. La investigación en cirugía plástica genital masculina, incluyendo la escrotoplastia, comenzó a desarrollarse a principios del siglo XX.Los primeros implantes testiculares surgieron en la década de 1940 y estaban hechos de materiales distintos a los actuales. En la actualidad, estos implantes se fabrican con goma de silicona rellena de solución salina o gel.Esta cirugía puede realizarse por diversas razones. Algunos hombres transgénero, personas intersexuales o no binarias asignadas mujer al nacer pueden optar por la escrotoplastia como parte de su proceso de transición.También se emplea para corregir anomalías congénitas, los efectos del envejecimiento o ciertas afecciones médicas, como infecciones. En recién nacidos con defectos penoescrotales, como el pene palmeado (donde el pene está unido al escroto), la escrotoplastia puede ayudar a restaurar su apariencia y funcionalidad. En hombres mayores, el escroto puede volverse más laxo con el tiempo, por lo que un levantamiento escrotal puede eliminar el exceso de piel. Además, este procedimiento se indica en casos de infecciones, necrosis o lesiones traumáticas en el escroto.

## Razones para buscar una escrotoplastia

### Pene enterrado o membrana penoescrotal

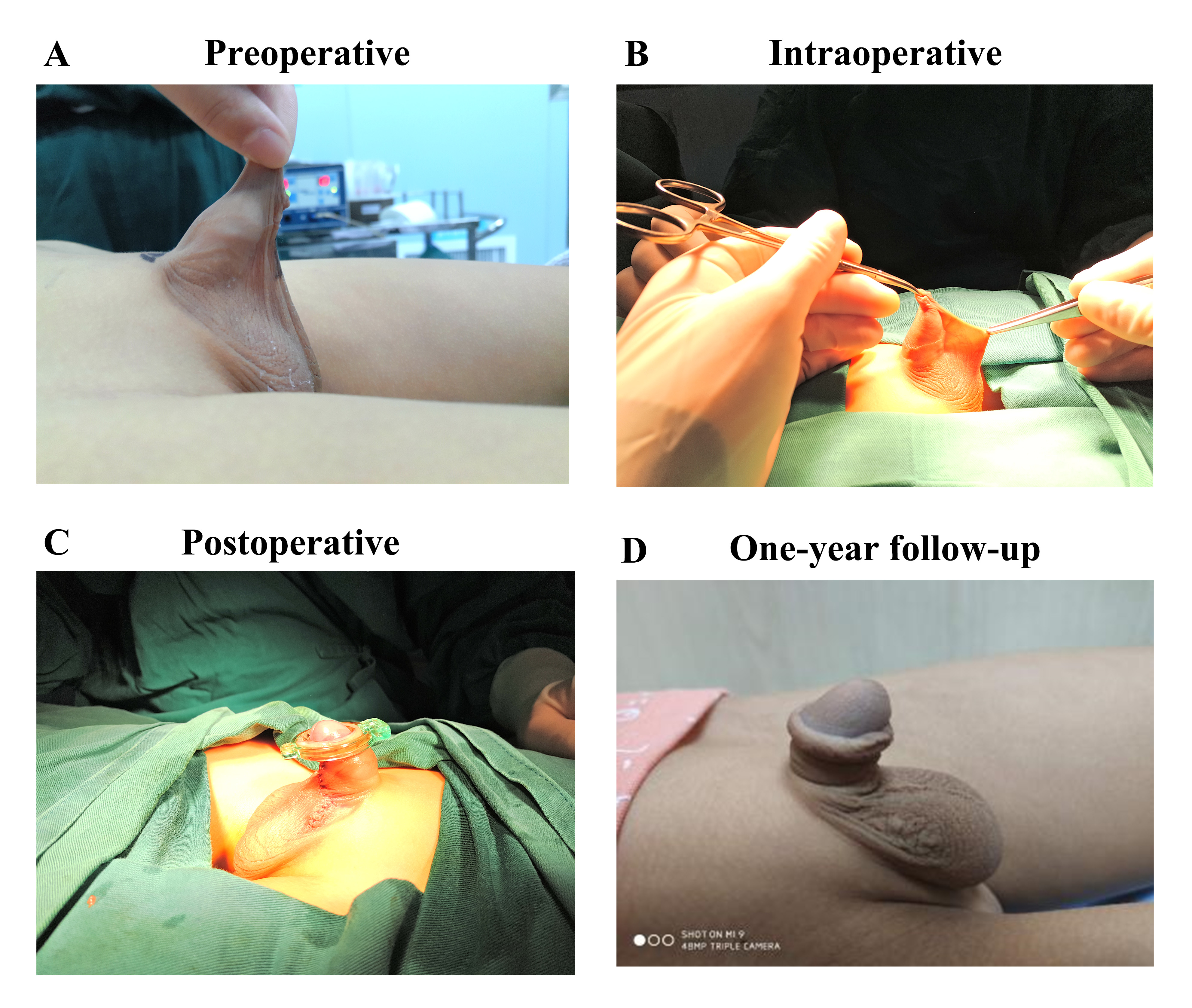
Una escrotoplastia modificada para la membrana penoescrotal en niños

El pene enterrado es una condición en la que el pene queda parcialmente oculto debido a una adhesión al escroto con un exceso de piel. Puede presentarse tanto en recién nacidos como en adultos. En estos casos, la escrotoplastia puede ayudar a eliminar la piel sobrante y remodelar el escroto para mejorar su apariencia y funcionalidad. Otra afección similar es la membrana penoescrotal, en la que la piel que une el pene con el escroto se extiende a lo largo de la parte inferior del pene en forma de red.Esta condición suele confundirse con el pene enterrado, aunque ambas pueden afectar a varones de cualquier edad. Sin embargo, no siempre requieren cirugía. Cuando es necesario, la escrotoplastia se emplea para eliminar el exceso de piel y restaurar la apariencia normal del escroto y la longitud del pene, lo que puede contribuir a mejorar la confianza del paciente. En ambos casos, el procedimiento consiste en realizar una incisión en la zona donde el pene y el escroto están fusionados, seguido de la reconstrucción del escroto.

### Transición de mujer a hombre
Algunas personas trans, intersexuales o no binarias asignadas mujer al nacer pueden optar por cirugías de afirmación de género para construir genitales masculinos a partir del tejido existente como parte de su transición.Existen dos procedimientos principales para la creación de un pene: la metoidioplastia y la faloplastia. En ambos casos, la escrotoplastia puede realizarse como una cirugía complementaria para añadir implantes testiculares. La metoidioplastia consiste en modificar el clítoris para darle la apariencia y función de un pene. Gracias al tratamiento con testosterona, el clítoris experimenta un crecimiento que permite alargarlo y enderezarlo quirúrgicamente. Este procedimiento ofrece la posibilidad de orinar de pie y conservar la sensibilidad ante la estimulación sexual.Por otro lado, la faloplastia se basa en la construcción de un pene a partir de injertos de piel provenientes de otras zonas del cuerpo, como el antebrazo, logrando resultados similares en términos de funcionalidad.La escrotoplastia con implantes es una opción adicional dentro de estos procedimientos, y su elección dependerá de las necesidades y expectativas individuales de cada persona respecto a su transición.

### Gangrena de Fournier, trauma y cáncer
Las lesiones en el escroto pueden clasificarse en distintas categorías según el tipo y la gravedad del daño, especialmente cuando conducen a la pérdida de tejido cutáneo. En estos casos, la escrotoplastia es un procedimiento necesario para retirar la piel afectada y restaurar la estructura del escroto. Sin embargo, la pérdida de piel escrotal es una condición poco frecuente en varones adultos que requieren este tipo de cirugía.
Uno de los tipos de lesión escrotal más graves es la gangrena de Fournier, una infección necrótica que afecta los tejidos blandos de la región genital. Esta afección suele desarrollarse debido a una combinación de microorganismos en personas con condiciones preexistentes como inmunodepresión, diabetes mellitus o infecciones colorrectales. Para frenar la progresión de la fascitis necrosante, es fundamental realizar un desbridamiento quirúrgico agresivo, lo que con frecuencia conlleva la pérdida de piel en el escroto. Una vez que el paciente se encuentra estable y libre de infección, es necesaria una reconstrucción escrotal para restablecer la función de la zona afectada.
Otro tipo de lesión escrotal está relacionado con traumatismos graves, que pueden ser consecuencia de quemaduras, accidentes con maquinaria, colisiones de tráfico, heridas por armas de fuego o complicaciones quirúrgicas.En casos donde la persona pierde más del 50 % de la piel escrotal, puede ser necesario realizar una escrotoplastia para su reconstrucción.Esta restauración puede lograrse mediante injertos de piel tomados de otras partes del cuerpo o a través de la expansión tisular, una técnica que permite estirar la piel para estimular la regeneración celular. Además de la cirugía reconstructiva, es fundamental administrar tratamiento antimicrobiano y la vacuna antitetánica para prevenir infecciones y minimizar riesgos postoperatorios.
Otra causa de lesión escrotal es la enfermedad de Paget extramamaria, la cual puede afectar la piel del escroto. En estos casos, la escrotoplastia se emplea para extirpar el tejido afectado.Sin embargo, si el cáncer compromete los testículos, el tratamiento puede incluir procedimientos adicionales, como la orquiectomía (extirpación de los testículos) y la colocación de implantes testiculares para restaurar la apariencia del área.

### Exceso de piel
La flacidez escrotal puede tener varias causas, entre ellas el envejecimiento, el varicocele y el hidrocele. Con el paso del tiempo, la piel pierde elasticidad y se vuelve menos firme, lo que, junto con el debilitamiento de los músculos cremáster encargados de retraer los testículos, puede hacer que el escroto se descuelgue.Aunque muchas personas experimentan esta condición con la edad, no ocurre en todos los casos.Otra causa de flacidez escrotal es el varicocele, una inflamación de los testículos que aumenta el flujo sanguíneo y la temperatura en la zona. Para compensarlo, el cuerpo hace que los testículos desciendan, lo que contribuye a la flacidez.Asimismo, el hidrocele, que se presenta cuando los testículos se hinchan y acumulan líquido, también puede generar este efecto. Esta condición es frecuente en recién nacidos, pero suele resolverse por sí sola en el primer año de vida. En adultos, puede deberse a infecciones o lesiones y, al igual que el varicocele, hace que los testículos desciendan más de lo habitual.Para tratar esta condición, existe la escrotoplastia enfocada en el rejuvenecimiento escrotal o levantamiento escrotal. Este procedimiento quirúrgico elimina el exceso de piel y reduce el tamaño del escroto. No solo tiene fines estéticos, sino que también puede aliviar las molestias provocadas por el roce del escroto con el cuerpo durante el movimiento o la actividad física.

## Procedimiento

### Preoperatorio
Los candidatos a cirugía deben evitar el consumo de nicotina al menos tres meses antes del procedimiento, ya que esta sustancia puede interferir con la cicatrización y aumentar el riesgo de complicaciones durante y después de la operación.Además, es fundamental evaluar si existen otras contraindicaciones, como la obesidad con una distribución específica de grasa o la diabetes, ya que esta última puede dificultar la cicatrización y provocar problemas como la separación de la herida.En el caso de la faloplastia, ciertas condiciones físicas pueden limitar la elección del tipo de técnica quirúrgica. Por ejemplo, la faloplastia con colgajo libre de antebrazo radial (RFFF) no se recomienda para personas con un índice de masa corporal (IMC) mayor a 35 kg/m². Por otro lado, la metoidioplastia y la faloplastia anterolateral del muslo (ALT) suelen estar indicadas únicamente para aquellos que tienen un peso corporal dentro del rango ideal.
Para someterse a una escrotoplastia como parte de la afirmación de género, se requiere que la persona haya recibido terapia hormonal por más de un año y cuente con un seguimiento médico tanto psiquiátrico como de atención primaria. Muchas personas transmasculinas han pasado previamente por cirugías como la mastectomía doble o la histerectomía. La escrotoplastia suele realizarse en conjunto con otros procedimientos genitourinarios de afirmación de género, los cuales pueden incluir metoidioplastia, faloplastia, vaginectomía y uretroplastia, dependiendo de las preferencias individuales.Durante la consulta prequirúrgica, se lleva a cabo una evaluación médica completa, analizando la historia clínica y el estado físico de las áreas involucradas, con el fin de definir los objetivos quirúrgicos y determinar los procedimientos más adecuados para cada paciente.

### Operación
El tipo de escrotoplastia varía según el objetivo del procedimiento. Si el paciente necesita eliminar el exceso de piel escrotal, reconstruir el escroto debido a la pérdida de tejido o crear un escroto desde cero, la técnica quirúrgica empleada será diferente en cada caso.
Para tratar el pene enterrado y la membrana penoescrotal, existen diversas técnicas de escrotoplastia. La más sencilla implica una incisión horizontal con cierre en el eje longitudinal. Sin embargo, los métodos que suelen brindar mayor satisfacción a los pacientes incluyen la plastia en Z, ya sea simple o doble, y el colgajo de avance en V-Y, que además pueden contribuir a aumentar la longitud del pene.
Para reconstruir el escroto tras la pérdida de piel escrotal, la escrotoplastia requiere el uso de injertos de piel. Existen dos tipos principales: los injertos de piel de espesor total (FTSG) y los de espesor parcial (STSG).Las áreas donantes más comunes para estos injertos suelen ser la piel suprapúbica y la parte anterior del muslo.
La novoescrotoplastia es un procedimiento dentro del proceso de transición de mujer a hombre, que generalmente se realiza junto con la faloplastia para crear un pene. En este procedimiento, los labios mayores se disecan para formar cavidades huecas que posteriormente se unen, dando origen a una estructura similar a un escroto.En caso de que no haya suficiente piel para moldear el escroto, el cirujano puede recurrir a la expansión tisular previa a la operación. Para ello, se colocan expansores debajo de la piel y, durante varios meses, se les añade gradualmente solución salina a través de un puerto externo. Este proceso permite que la piel se estire y genere tejido adicional. Cada sesión de expansión se realiza en consulta externa, sin necesidad de hospitalización, aunque el paciente debe permanecer cerca del hospital para acudir a controles regulares.
En la mayoría de los casos de escrotoplastia de afirmación de género, se emplea la técnica de Hoebeke, con la cual la mayoría de las personas quedan satisfechas con la apariencia, el tamaño y la posición de su escroto reconstruido. Muchas consideran la opción de implantar testículos protésicos y dispositivos inflables para la erección.Inicialmente, se realizaba una cirugía secundaria entre 6 y 12 meses después de la escrotoplastia inicial para insertar dos testículos protésicos de silicona, seguida de una tercera cirugía al menos 12 meses después para implantar un dispositivo inflable eréctil.Posteriormente, esta técnica fue modificada para combinar la implantación de un testículo protésico y un dispositivo inflable en una misma intervención, realizada entre 6 y 12 meses después de la escrotoplastia.Estos implantes se insertan a través de pequeñas incisiones para rellenar el escroto, momento en el que ya no son necesarios los expansores tisulares.Finalmente, la piel se cierra alrededor de los testículos artificiales, los cuales cumplen únicamente una función estética y no generan semen, esperma ni hormonas.

### Postoperatorio
El tiempo de hospitalización tras una escrotoplastia varía entre unos días y varias semanas, dependiendo de la complejidad de la cirugía.
Después de la cirugía, suele recomendarse el uso de una prenda de soporte para reducir el movimiento en la zona operada y disminuir el riesgo de complicaciones. También se coloca una sonda urinaria para drenar la orina mientras los genitales cicatrizan. Es normal que el escroto presente inflamación, la cual puede persistir durante varios meses.
Quienes se someten a una elevación escrotal por pene enterrado pueden recibir el alta el mismo día de la cirugía, pero deberán abstenerse de tener relaciones sexuales durante varias semanas.Dependiendo de la evaluación del cirujano, podrán moverse con normalidad o necesitarán reposo en cama durante la recuperación. En casos donde haya riesgo de trombosis venosa profunda, puede recomendarse el uso de anticoagulantes.

## Complicaciones
Quienes consideren someterse a una escrotoplastia deben conocer los posibles riesgos y complicaciones antes del procedimiento. A pesar de los avances quirúrgicos, sigue existiendo la posibilidad de recurrencia, además de que los resultados estéticos pueden no ser satisfactorios para algunas personas.Otra consideración importante es la posible pérdida de sensibilidad en la zona escrotal, ya que el procedimiento puede implicar la extirpación de tejido genital.Esta alteración sensorial ocurre porque los nervios requieren tiempo para regenerarse, y mientras esto sucede, algunas personas pueden experimentar hipersensibilidad o dolor. Estos cambios pueden afectar la actividad sexual y la capacidad de alcanzar el orgasmo tras la cirugía, aunque en la mayoría de los casos, la función sexual se restablece con el tiempo.
Las principales complicaciones de la escrotoplastia en personas transmasculinas están relacionadas con los implantes testiculares. Si el tamaño del implante es demasiado grande, puede generar incomodidad o dolor crónico.Otra posible complicación es la erosión de la piel escrotal, lo que puede provocar infecciones o la formación de una fístula, permitiendo que el implante salga del cuerpo. Además, las personas con antecedentes de tabaquismo presentan un mayor riesgo de infecciones y de necesitar la extracción del implante.
Otras complicaciones incluyen las comunes a cualquier procedimiento quirúrgico, como la pérdida de sangre o reacciones adversas a la anestesia.

## Costo
El costo de una escrotoplastia para un hombre trans o una persona transmasculina varía entre US$3000 y US$5000.En algunos casos, el seguro médico puede cubrir la cirugía, pero es fundamental que la persona verifique detalladamente su cobertura. En Estados Unidos, Medicaid, Medicare y los seguros privados no pueden negar legalmente la atención relacionada con la transición.Sin embargo, la cobertura puede depender de si la cirugía es considerada médicamente necesaria. Si se clasifica como estética en lugar de reconstructiva, el paciente deberá asumir todos los costos.